# Tyramina
Tyramina, 4-hydroksyfenyloetyloamina – organiczny związek chemiczny, biogenna amina, będąca hydroksylową pochodną fenyloetyloaminy.
Występuje obficie w pokarmach pochodzenia roślinnego i zwierzęcego. Najwięcej znajduje się w produktach zwierzęcych takich jak salami, pepperoni, sery (cheddar, ementaler, camembert, brie, blue, mozzarella, parmezan, romano, roquefort, stilton, gruyere), ryby (marynowane, solone, wędzone), wątroba wołowa, wątróbka z kurczaka, sos sojowy, kawior, kiełbasa bolońska, koncentrat mięsny (w sosach lub zupach), awokado, banany (szczególnie przejrzałe), czekolada, figi, bób, suplementy z drożdży, ekstrakt drożdżowy, wina typu wermut, wino chianti, likiery typu chartreuse. Tyramina jest metabolizowana przez enzym monoaminooksydazę (MAO).
Pacjenci stosujący leki z grupy inhibitorów MAO powinni unikać spożywania dużych ilości pokarmów zawierających tyraminę. Akumulacja tego związku w organizmie może doprowadzić do niebezpiecznego dla zdrowia wzrostu ciśnienia tętniczego (czasami przełom nadciśnieniowy), zwiększenia częstotliwości rytmu serca i pobudzenia psychoruchowego.